# Lega Italiana Baseball 1949
La Lega Italiana Baseball 1949 è stata la 2ª edizione del torneo di primo livello del campionato italiano di baseball organizzato dalla Lega Italiana Baseball. Sempre nella stessa stagione la Federazione Italiana Baseball Softball organizzò la prima edizione della serie A. Con la fusione dei due enti avvenuta il 29 gennaio 1950 la Serie A rimarrà il solo torneo di vertice del campionato.
Lo scudetto è stato conquistato dal Firenze per la prima volta nella sua storia.

## Stagione

### Novità
Rispetto alla prima edizione del torneo ci fu la defezione del Leo Milano che non si presentò ai nastri di partenza. Gli Indians Milano cambiarono nome in Ambrosiana mentre gli Yankees Milano assunsero le denominazione di Libertas Inter. Fecero l'esordio nel campionato il Firenze e la Juventus 48 per un totale di sei squadre partecipanti.

### Formula
La competizione fu strutturata su un girone unico all'italiana con gare di andata e ritorno tra le sei squadre partecipanti.

### Avvenimenti
Nel 1949, la Lega Italiana Baseball continuò a organizzare il campionato nazionale, ma ancora in forma sperimentale, con un numero relativamente limitato di squadre. Le squadre che partecipavano al campionato erano ancora per lo più amatoriali, con un livello di gioco che, sebbene in crescita, non era ancora all'altezza degli standard internazionali. Le città coinvolte erano principalmente quelle dove il baseball era già noto, come Milano, Bologna su tutte a cui si aggiunsero Firenze e Torino. Fu propria la formazione toscana che aggiudicandosi 8 vittorie su 10 incontri riuscì a conquistare il titolo nazionale messo in palio dalla Lega Italiana Baseball.

## Squadre partecipanti
| Club             | Città   | Impianto | Stagione precedente               |
| ---------------- | ------- | -------- | --------------------------------- |
| Ambrosiana       | Milano  |          | 4º in Lega Italiana Baseball 1948 |
| Firenze          | Firenze |          |                                   |
| Juventus 48      | Torino  |          |                                   |
| Libertas Bologna | Bologna |          | 1º in Lega Italiana Baseball 1948 |
| Libertas Inter   | Milano  |          | 5º in Lega Italiana Baseball 1948 |
| Milano 1946      | Milano  |          | 2º in Lega Italiana Baseball 1948 |

## Classifica finale
|  | Pos. | Squadra          | G  | V | P | PCT  | GB  |
|  | ---- | ---------------- | -- | - | - | ---- | --- |
|  | 1.   | Firenze          | 10 | 8 | 2 | .800 | -   |
|  | 2.   | Ambrosiana       | 10 | 7 | 3 | .700 | 1,0 |
|  | 3.   | Milano 1946      | 10 | 6 | 4 | .600 | 2,0 |
|  | 4.   | Libertas Bologna | 10 | 5 | 5 | .500 | 3,0 |
|  | 5.   | Juventus 48      | 10 | 3 | 7 | .300 | 5,0 |
|  | 6.   | Libertas Inter   | 10 | 1 | 9 | .100 | 7,0 |

Legenda:
      Campione d'Italia.

## Risultati
| Andata | Andata | Incontri                           | Ritorno | Ritorno |
|        |        |                                    |         |         |
|        | 14-3   | Juventus 48-Firenze                | 0-9     |         |
|        | 18-27  | Milano 1946-Libertas Bologna       | 16-12   |         |
|        | 7-17   | Libertas Bologna-Firenze           | L-W     |         |
|        | 9-18   | Juventus 48-Ambrosiana Milano      | 0-9     |         |
|        | 6-32   | Libertas Inter-Ambrosiana Milano   | 9-13    |         |
|        | 9-6    | Firenze-Milano 1946                | 4-7     |         |
|        | L-W    | Milano 1946-Ambrosiana Milano      | L-W     |         |
|        | W-L    | Firenze-Libertas Inter             | 10-9    |         |
|        | 5-12   | Ambrosiana Milano-Firenze          | 6-7     |         |
|        | 13-8   | Milano 1946-Juventus 48            | 17-15   |         |
|        | 15-25  | Ambrosiana Milano-Libertas Bologna | W-L     |         |
|        | 34-7   | Juventus 48-Libertas Inter         | 18-19   |         |
|        | W-L    | Milano 1946-Libertas Inter         | W-L     |         |
|        | 13-8   | Juventus 48-Libertas Bologna       | 13-17   |         |
|        | 16-24  | Libertas Inter-Libertas Bologna    | 19-30   |         |